# Sirocco (film)
Sirocco är en amerikansk film från 1951.

## Rollista (i urval)
- Humphrey Bogart - Harry Smith
- Marta Toren (Märta Torén) - Violette
- Lee J. Cobb - Col. Feroud
- Everett Sloane - Gen. LaSalle
- Gerald Mohr - Major Leon
- Zero Mostel - Balukjiaan
- Nick Dennis - Nasir Aboud
- Onslow Stevens - Emir Hassan